# Fallenbach (Ingenbohl)

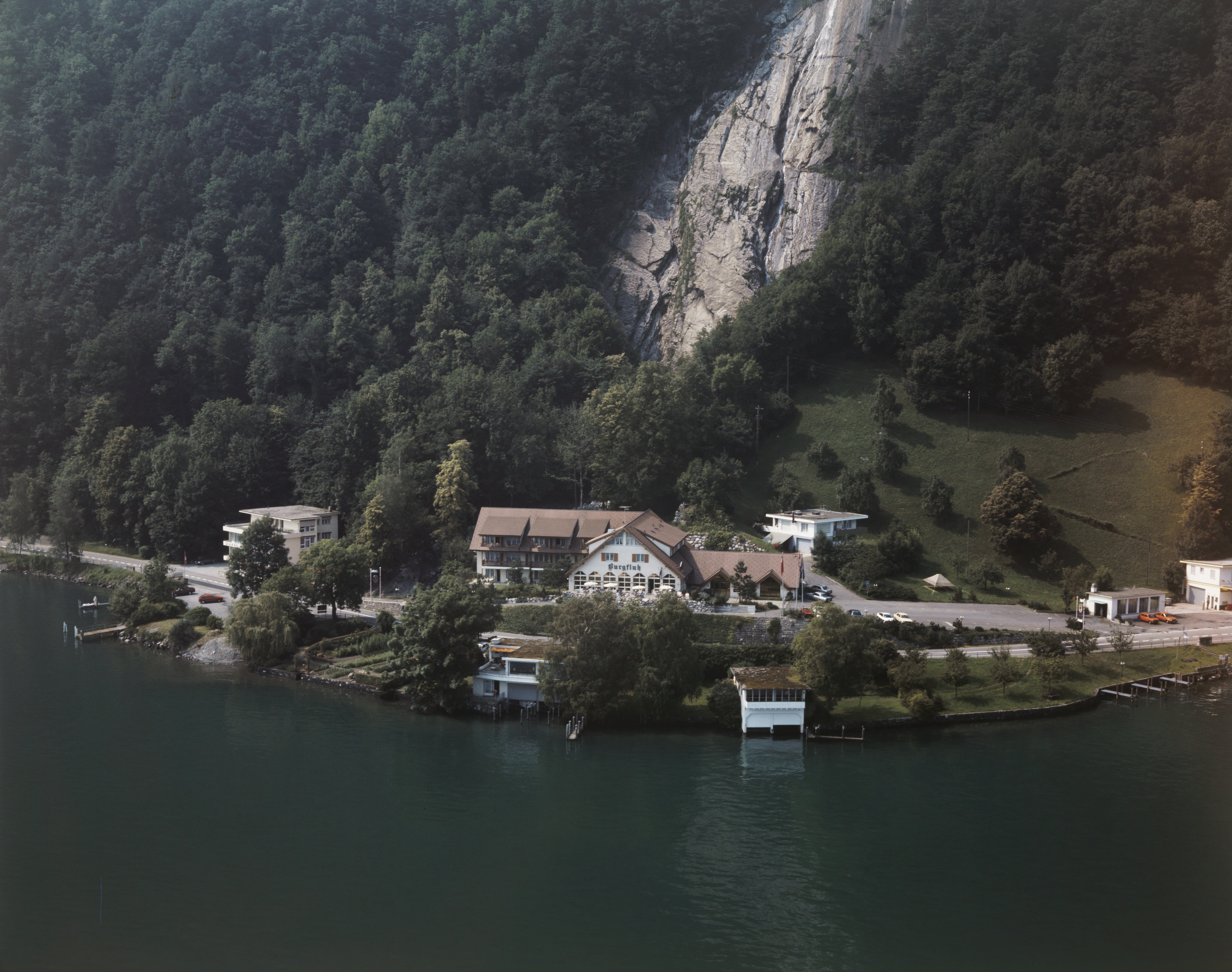
Fallenbach (1985)

Fallenbach ist der westlichste Weiler der Gemeinde Ingenbohl im Kanton Schwyz in der Schweiz. Der Name stammt vom gleichnamigen Bach, der vom Rigi-Massiv in den Vierwaldstättersee fliesst.

## Geografie
Fallenbach liegt luftlinienmässig rund zwei Kilometer westlich des Ortszentrums von Brunnen an den Hängen des Urmibergs und der Rigi Hochflue entlang der Gersauerstrasse direkt am Vierwaldstättersee, unmittelbar an der Gemeindegrenze zu Gersau. Ebenfalls gehören die Gebiete Brünischart und Langmatt zu Fallenbach. Die exponierte Lage führte schon oft zu Erdrutschen und Felsstürzen.

## Geschichte
Fallenbach war früher Standort dreier Steinbrüche: Im Steinbruch Ott wurde Kieselkalk zur Erstellung von Schotter gebrochen, während in den benachbarten Steinbrüchen Fallenbach und Eichwald Schrattenkalk für die Zementfabrik Brunnen gebrochen wurde.
Am 6. September 1994 gelangte die Fallenbach-Schiesserei landesweit in die Medien, nachdem der Rechtsextremist Marcel Strebel in einem Hotel des Weilers Schüsse auf Polizeibeamte abgegeben hatte.

## Wirtschaft und Infrastruktur
Fallenbachs Hauptverkehrsader ist die Gersauerstrasse mit einer Tankstelle unterhalb der Burgfluh. Im öffentlichen Verkehr wird der Weiler durch die Bushaltestellen Marina Fallenbach, Fallenbach und Seeschlössli der Auto AG Schwyz erschlossen.
An Stelle des ehemaligen Fallenbach-Steinbruchs wird die Gersauerstrasse durch eine Schutzgalerie überspannt.
Überregional bekannt ist die Marina Fallenbach, einer der beiden Bootshäfen der Gemeinde Ingenbohl.
Vor dem Ufer existiert beim Eichwald ein Tauchplatz, für den in fünfzehn Metern Tiefe ein Nauen versenkt wurde.